# Kidekcha
Kidekcha (en russe : Кидекша) est un village de l'établissement rural de Seltso du raïon de Souzdal, dans l'oblast de Vladimir, situé à l'embouchure de la rivière Kamenka dans la Nerl à 4 km à l'est de Souzdal. Kidekcha, Souzdal et Vladimir sont trois localités classées ainsi que leurs nombreux édifices dans la liste du patrimoine de l'humanité par l'UNESCO. Au recensement de 2021, il y avait 118 habitants: 

## Géographie
Le village de Kidekcha se situe dans l'oblast de Vladimir, dans le cœur de la Russie européenne qu'est l'Anneau d'or, vaste région agricole, culturelle et historique. Le village se situe dans le raïon de Souzdal, à 3 km à l'est de Souzdal, à 32 km au nord-est de Vladimir, et à 195 km au nord-est de Moscou.
Le village est rattaché à la municipalité de Seltso, dont son centre administratif, Seltso à 6 km à l'ouest du village. Le village se situe le long d'une rive de la rivière Nerl, en étant sur sa rive droite, et qui est un affluent de la Volga. La Kamenka  se jette la dans la Nerl au niveau du village. Ce dernier est entouré de champs. Elle se trouve dans la région naturelle et historique de l'Opolié, et de l'autre côté de la Nerl se trouve la Polésie de Vladimir.
| Seltso      |                     | Krasnoïe   |
| Souzdal     | Kidekcha            | Bereznitsy |
| Glebovskoïe | Novoselka Nerlskaïa |            |

## Histoire
Le nom kidekcha en mari, une des langues finno-ougriennes, signifie « baie caillouteuse » ou « rivière caillouteuse ». Cette appellation se traduit à l'aide des racines d'une langue dont la langue mari est un patois : en méria : кӱ (« la pierre ») et iкса (« la baie », « la rive »). Le suffixe кjа est ajouté dans la région au nom de nombreux petits ruisseaux, comme Kolokcha, Mokcha, Ikcha, etc.
Kidekcha existait comme bourg fortifié bien avant que Iouri Dolgorouki n'y fasse construire l'église Saints-Boris-et-Gleb en 1152. Selon la légende, il exista auparavant à cet endroit un refuge dédié aux saints protecteurs princiers Boris et Gleb. Saint Boris originaire de Rostov et saint Gleb de Mourom. C'est ce qui aurait guidé le choix de l'endroit de la construction de l'église qui leur est dédiée.
Kidekcha, à l'époque de Iouri Dolgorouki, était entre autres une place forte de défense appartenant au prince. Ce dernier souhaitait un pouvoir fort entre ses seules mains et c'est pourquoi il construisit sa cour à un endroit différent et séparé de celles des boyards de haute naissance. Sa situation le long de la Nerl à l'endroit de l'embouchure avec la rivière Kamenka donnait à la citadelle qu'il fit construire le contrôle des voies fluviales vers Souzdal. C'était un avant-poste stratégique de la principauté, d'autant plus que le commerce de Souzdal avec les autres régions passait par la Nerl et que les années de disette les habitants exportaient par la Nerl du blé vers les pays bulgares de la Volga.
À la fin du XIIe siècle - début du XIIIe siècle, la ville de Kidekcha était déjà assez étendue : les restes de remparts ont été découverts au nord-ouest de l'église Saints-Boris-et-Gleb. Leur tracé sud se trouvait sur le dernier versant situé avant la zone des prairies submergées par les crues (aujourd'hui à cet endroit se trouve une autoroute). Leur longueur nord-sud est d'environ 400 mètres. Comme la citadelle pouvait avoir une largeur de 150 m à 300 m, la longueur totale des remparts devait être d'un kilomètre. Il faut aller à Dmitrov pour trouver des remparts de pareille longueur. À Souzdal, il en existe de plus longs : 1,4 km de long.
En 1238, la ville de Kidekcha fut dévastée par les turco-mongols de la Horde d'or, et perdit de ce fait son statut. Au XIVe siècle réapparut un monastère au même emplacement.

## Édifices
Il subsiste à Kidekcha un ensemble architectural qui s'étend sur une période du XIIe siècle au XVIIIe siècle. Dans cet ensemble il faut inclure un édifice pré-mongol, la première construction en pierre à chaux blanche du nord-est de la Russie : l'église Saints-Boris-et-Gleb de 1152 (elle fut toutefois fortement transformée au XVIIIe siècle). Des fresques datant du XIIe siècle ont été découvertes et restaurées. C'est une église d'un seul volume, cubique, mais avec trois absides. Son aspect est proche de celle d'un fortin, proche des édifices de Pskov et Novgorod. Plus tardivement lui furent adjoints des annexes caractéristiques de l'architecture de Vladimir et Souzdal : une Porte-Sainte (fin du XVIIe siècle—début du XVIIIe siècle), qui conduit à la rivière le long d'une pente, l'église Saint-Stéphane (1780), un clocher du XVIIIe siècle.
En 1992, l'église Saints-Boris-et-Gleb a été inscrite sur la liste du patrimoine mondial de l'UNESCO parmi les monuments de Vladimir et Souzdal.

## Littérature
- Nikolaï Voronine/Воронин Н. Н. Владимир, Боголюбово, Суздаль, Юрьев-Польской. Книга-спутник по древним городам Владимирской земли. — М.: Искусство, 1974. (Архитектурно-художественные памятники городов СССР). (Livre-ami pour visiter les terres anciennes de Vladimir)(art)architecture des monuments des villes d'URSS)
- Sergueï Zagraïevski Новые исследования памятников архитектуры Владимиро-Суздальского музея-заповедника. — М., 2008.
(nouvelles enquêtes sur l'architecture de Vladimir -Souzdal).

## Source
- (ru) Cet article est partiellement ou en totalité issu de l’article de Wikipédia en russe intitulé « Кидекша » (voir la liste des auteurs).